# Immanuelkirche (Hamburg-Veddel)
Die evangelisch-lutherische Immanuelkirche in Hamburg-Veddel gehört und dient einer Gemeinde der Nordkirche.

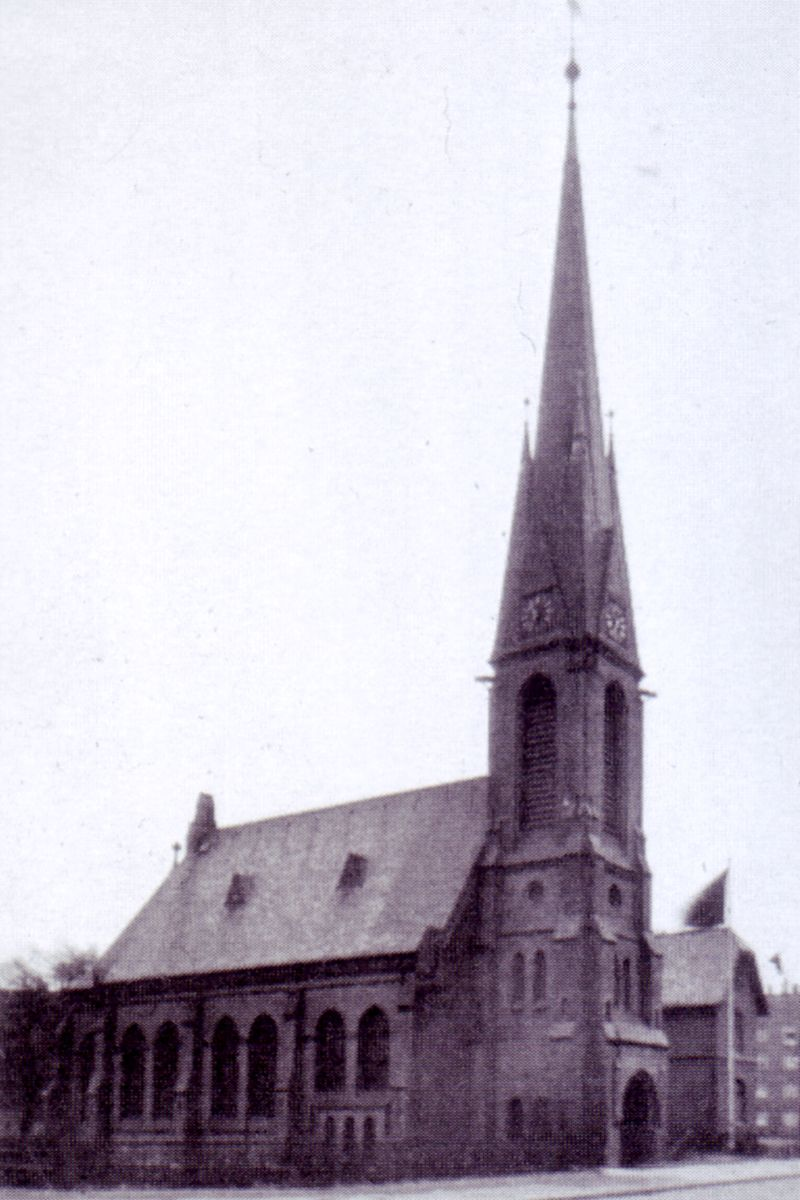
Der Ursprungsbau von 1905

Die Gebäude wurden 1905 nach den Plänen des Architekten Hugo Groothoff von der Firma Friedrich Holst aus Steinwerder als Generalübernehmer erbaut. Die Baukosten für die ursprünglich neugotische Kirche mit Pfarrhaus betrugen ohne Ausstattung 125.551 Mark. Nach den Zerstörungen des Zweiten Weltkriegs 1944 wurde das Kirchengebäude vom Architekten Hermann Schöne 1953–54 unter Einbeziehung des alten Fundamentes in vereinfachter Form wieder aufgebaut.